# Войцех Барановський
Войцех Барановський гербу Ястшембець (нар. 1548, Баранув — пом. 23 вересня 1615, Лович) — польський римо-католицький і державний діяч, дипломат; єпископ перемишльський (1585–1591), плоцький (1591–1607), куявсько-поморський (1607–1608), архієпископ Ґнєзненський і примас Польщі та Литви (1608–1615); секретар великий коронний (1581–1585), підканцлер коронний (1585–1591).

## Життєпис
Народився Войцех 1548 року у Барануві, в сім'ї дрібних шляхтичів Миколая Барановського та Зофії Ґняздовської. Мав 3 братів і 2 сестер: Мацея (пом. 1607) — каштеляна беховського, Анджея — каштеляна цеханувського, Яна, Дороту — дружину Анджея Рогалінського, Малґожату — дружину Матеуша Венгерського.
Фактично відсутня достовірна інформація щодо навчання Войцеха. За одними даними, він займався самонавчанням; за традицією, що склалася, він навчався у Західній Європі (в Італії, Франції, Німеччині).

### Політична кар'єра
Войцех Барановський розпочав свою політичну кар'єру у королівській канцелярії. Її розквіт припав на роки правління короля Стефана Баторія. У цей період він був тісно пов'язаний із великим канцлером коронним Яном Замойським. Обіймав посаду королівського секретаря, супроводжував короля у Псковській кампанії (1581—1582). 1581 року зайняв уряд секретаря великого коронного, з 1585 року був підканцлером коронним.
1587 року Барановський підписав pacta conventa Сигізмунда III Вази, підписав рецес, який санкціонував вибір цього короля. Цього ж року від імені Сенату привітав Сигізмунда III на кораблі у Ґданську, наполягаючи на тому, щоб він підписав pacta conventa, що містили обіцянку приєднання Естонії до Речі Посполитої. 1589 року був підписантом ратифікації Трактату битомсько-бендзінського про визнання Максиміліаном III обрання Сигізмунда III польським королем і зречення першим трону на пацифікаційному сеймі. 1591 року склав обов'язки підканцлера через обрання на посаду плоцького єпископа.

### Церковна кар'єра
1581 року Войцех Барановський прийняв капеланське посвячення. Займав ряд церковних посад: кантора катедральної капітули у Ґнєзно, пробста плоцької катедральної капітули (1584–1590), схоластика ленчицького, каноніка луцького, влоцлавського, крушвицького, ґнєзненського, познанського.
11 лютого 1585 року Барановський був преконізований на уряд перемишльського єпископа. Сигізмунд III, бажаючи позбутися священнослужителя зі своєї канцелярії, номінував його 1590 року на плоцького єпископа, призначений 30 січня 1591 року. Протягом кількох років правління в Плоцькій дієцезії ієрарх провів три синоди (1593, 1597, 1603). 9 вересня 1594 року він став фундатором духовної семінарії у Пултуську, яка діяла до 30 червня 1865 року. Він також був ініціатором будівництва єпископського палацу у Варшаві, який згодом став резиденцією примаса. Протягом 1595–1596 років був королівським послом до папи Климента VIII. Під час Рокошу Зебжидовського 1606–1607 років підтримав політику короля.
14 травня 1607 року Войцех Барановський став куявсько-поморським єпископом. Того ж року він скликав дієцезійний синод у Влоцлавеку. 18 травня був призначений королем архієпископом Ґнєзненським, 28 липня 1608 року отримав номінацію, обійняв посаду 20 жовтня, урочистий інгрес відбув 5 грудня. 1612 року примас скликав синод до Ловича. Він суттєво сприяв відбудові Ґнєзненського катедрального собору після пожежі 1613 року. Також він боровся за те, щоб Вроцлавська дієцезія залишилася при Ґнєзненській митрополії та захищав прерогативи примаса. Він мав велику бібліотеку, значна частина якої зараз знаходиться в архіві архієпископії у Ґнєзно. Войцех Барановський як сенатор духовний брав участь у Сеймах 1609, 1611, 1613 (двічі) i 1615 років.
Був великим любителем музики; на його дворі у Ловичу працював композитор, органіст i диригент Миколай Зєленський, видання творів якого у Венеції Барановський спонсорував.
Помер Войцех Барановський 23 вересня 1615 у Ловичу, похований у Ґнєзненській катедрі у каплиці Барановського, який має найвищий вівтар і найвищий надгробок, що належить Войцеху Барановському.